# Sacra conversazione (Cariani)
Madonna col Bambino, san Giuseppe e sante Lucia e Maddalena conosciuto anche come Sacra conversazione e santa Lucia e Maddalena,  è un quadro realizzato in olio su tavola da Giovanni Cariani intorno al 1514 e conservato nelle Gallerie dell'Accademia di Venezia.

## Storia
La tavola fu donata nel 1838 alle gallerie dell'Accademia da Girolamo Contarini, ma non fu subito assegnato all'artista bergamasco ma a Giovanni da Udine. Fu solo nel 1903 il critico Paoletti a assegnare e motivare l'assegnazione al Busi e al suo periodo giovanile, collegandolo alle sue opere della fine del XV secolo.

## Descrizione
La tavola raffigura una scena molto intima, che si svolge in una stanza oscurata da grandi tende rosse che coprono lo sfondo, escludendone solo una parte, quella dove si trova il piccolo Gesù. La Madonna col Bambino sulle ginocchia è seduta su di un piedistallo in pietra molto ampio, con un piede appoggiato su di uno sgabello e ha lo sguardo molto pensieroso volto verso il piccolo. Riprende le impostazioni delle opere devozionali di Giovanni Bellini che l'artista, anche lui originario di Bergamo e che aveva vissuto, come lui, i primi decenni del XVI secolo a Venezia aveva sicuramente studiato. L'artista però non riesce a riproporre l'ambientazione serena delle sacre conversazioni del Bellini e di Cima da Conegliano, nonché del Tiziano. Proprio nel volto della Maddalena e di san Giuseppe si riscontrano al Miracolo del neonato dell'artista veneziano. Vi è proprio uno studio da parte dell'artista dell'arte veneziana non solo quattrocentesca ma anche sua contemporanea, con la ricerca di nuove forme e di nuovi spazi che non appaiono ancora ben definiti, soluzione che Cariani troverà successivamente nel dipinto Pala di San Gottardo realizzato nel 1517, e Gentiluomini e cortigiane del 1519.  Una simile riproduzione della figura di san Giuseppe e rilevabile nel dipinto ospitato in collezione privata Madonna con i santi Antonio Abate, Caterina d'Alessandria e due donatori, nella figura del santo frate eseguito nel medesimo periodo. Le due sante poste ai lati della tavole reggono quelli che sono i simboli che le rendono riconoscibili, Lucia posta a sinistra tiene un'ampolla con gli occhi, simbolo del suo martirio, mentre a destra santa Maddalena regge gli oli che servirono a profumare il corpo di Cristo deposto dalla croce.